# زولتان کاشاش
زولتان کاشاش (مجاری: Kásás Zoltán؛ زادهٔ ۱۵ september ۱۹۴۶ (۷۸ سال)) ورزشکار واترپلو اهل مجارستان است.
وی در مسابقات کشوری و بین‌المللی در مجموع برندهٔ ۲ مدال طلا، ۲ مدال نقره شده‌است.